# Merrydale
Merrydale is een plaats (census-designated place) in de Amerikaanse staat Louisiana, en valt bestuurlijk gezien onder East Baton Rouge Parish.

## Demografie
Bij de volkstelling in 2000 werd het aantal inwoners vastgesteld op 10.427.

## Geografie
Volgens het United States Census Bureau beslaat de plaats een oppervlakte van
11,0 km², geheel bestaande uit land.

## Plaatsen in de nabije omgeving
De onderstaande figuur toont nabijgelegen plaatsen in een straal van 12 km rond Merrydale.